# Julio Salas Romo
Julio Salas Romo (Quilicura, 18 de febrero de 1913 - 1996) fue un abogado y jugador de ajedrez chileno.
Ejerció como presidente del Colegio de Abogados de Chile entre 1974 y 1976.

## Vida
Fue hijo del abogado y político Luis Salas Romo y de Rosa Amelia Romo Romo. Se casó con Carmen Crespo Besoain.
Fue miembro de la Comisión Legislativa de 1976, en la Junta Militar de Gobierno).

## Resultados destacados en competición
Fue cuatro veces ganador del Campeonato de ajedrez de Chile en los años 1937, 1954, 1955 y 1962.
Participó representando a Chile en dos Olimpíadas de ajedrez en el año 1939 en Buenos Aires y en 1960 en Leipzig.